# Pakistanische Cricket-Nationalmannschaft in Simbabwe in der Saison 2011
Die Tour der pakistanischen Cricket-Nationalmannschaft nach Simbabwe in der Saison 2011 fand vom 1. bis zum 18. September 2011 statt. Die internationale Cricket-Tour war Bestandteil der Internationalen Cricket-Saison 2011 und umfasste ein Test, drei ODIs und zwei Twenty20s. Pakistan gewann die Test-Serie 1–0, die ODI-Serie 3–0 und die Twenty20-Serie 2–0.

## Vorgeschichte
Simbabwe bestritt zuvor eine Tour gegen Bangladesch, Pakistan in Irland. Das letzte Aufeinandertreffen der beiden Mannschaften bei einer Tour fand in der Saison 2008/09 in den Vereinigten Arabischen Emiraten statt.

## Stadien
Die folgenden Stadien wurden für die Tour als Austragungsort vorgesehen und am 24. März 2011 festgelegt.
| Stadion            | Stadt    | Kapazität | Spiele                   |
| ------------------ | -------- | --------- | ------------------------ |
| Queens Sports Club | Bulawayo | 9.000     | 1. Test; 1. ODI          |
| Harare Sports Club | Harare   | 10.000    | 2. & 3. ODI; 1. & 2. T20 |

## Kaderlisten
Pakistan benannte seinen Kader am 28. Juli 2011.
Simbabwe benannte seinen Test-Kader am 31. August, und seinen ODI-Kader am 7. September 2011.
| Test | Test | ODI | ODI | Twenty20 | Twenty20 |
| Simbabwe | Pakistan | Simbabwe | Pakistan | Simbabwe | Pakistan |
| --- | --- | --- | --- | --- | --- |
| - Brendan Taylor (K) - Brian Vitori - Chamu Chibhabha - Elton Chigumbura - Chris Mpofu - Craig Ervine - Greg Lamb - Hamilton Masakadza - Kyle Jarvis - Malcolm Waller - Prosper Utseya - Ray Price - Regis Chakabva - Tino Mawoyo - Tatenda Taibu (wk) - Vusi Sibanda | - Misbah-ul-Haq (K) - Mohammad Hafeez (VK) - Adnan Akmal (wk) - Aizaz Cheema - Asad Shafiq - Azhar Ali - Imran Farhat - Junaid Khan - Rameez Raja Jr. - Saeed Ajmal - Shoaib Malik - Sohail Khan - Sohail Tanvir - Taufeeq Umar - Umar Akmal - Yasir Shah - Younis Khan | - Brendan Taylor (K) - Brian Vitori - Chamu Chibhabha - Chris Mpofu - Craig Ervine - Elton Chigumbura - Hamilton Masakadza - Kyle Jarvis - Malcolm Waller - Prosper Utseya - Ray Price - Regis Chakabva - Tatenda Taibu (wk) - Vusi Sibanda | - Misbah-ul-Haq (K) - Mohammad Hafeez (VK) - Adnan Akmal (wk) - Aizaz Cheema - Asad Shafiq - Azhar Ali - Imran Farhat - Junaid Khan - Rameez Raja Jr. - Saeed Ajmal - Shoaib Malik - Sohail Khan - Sohail Tanvir - Taufeeq Umar - Umar Akmal - Yasir Shah - Younis Khan | - Brendan Taylor (K) - Brian Vitori - Chamu Chibhabha - Chris Mpofu - Craig Ervine - Elton Chigumbura - Hamilton Masakadza - Kyle Jarvis - Malcolm Waller - Prosper Utseya - Ray Price - Regis Chakabva - Tatenda Taibu (wk) - Vusi Sibanda | - Misbah-ul-Haq (K) - Mohammad Hafeez (VK) - Adnan Akmal (wk) - Aizaz Cheema - Asad Shafiq - Azhar Ali - Imran Farhat - Junaid Khan - Rameez Raja Jr. - Saeed Ajmal - Shoaib Malik - Sohail Khan - Sohail Tanvir - Taufeeq Umar - Umar Akmal - Yasir Shah - Younis Khan |

## Tour Match
| 28. – 29. August Scorecard | Bulawayo | Pakistanis 222 (75) & 72-1 (24) | – | Zimbabwe XI 225 (70.3) |
|                            |          | Remis                           |   |                        |

## Tests

### Erster Test in Bulawayo
| 1. – 5. September Scorecard | Bulawayo | Simbabwe 412 (150.4) & 141 (56.3) | – | Pakistan 466 (156.1) & 88-3 (21.4) |
|                             |          | Pakistan gewinnt mit 7 Wickets    |   |                                    |

## One-Day Internationals

### Erstes ODI in Bulawayo
| 8. September Scorecard | Bulawayo | Pakistan 247-7 (50)         | – | Simbabwe 242-7 (50) |
|                        |          | Pakistan gewinnt mit 5 Runs |   |                     |

### Zweites ODI in Harare
| 11. September Scorecard | Harare | Simbabwe 225-6 (50)             | – | Pakistan 228-0 (42.1) |
|                         |        | Pakistan gewinnt mit 10 Wickets |   |                       |

### Drittes ODI in Harare
| 14. September Scorecard | Harare | Pakistan 270-5 (50)          | – | Simbabwe 242-9 (50) |
|                         |        | Pakistan gewinnt mit 28 Runs |   |                     |

## Twenty20 Internationals

### Erstes Twenty20 in Harare
| 16. September Scorecard | Harare | Pakistan 198-4 (20)          | – | Simbabwe 113 (15.3) |
|                         |        | Pakistan gewinnt mit 85 Runs |   |                     |

### Zweites Twenty20 in Harare
| 18. September Scorecard | Harare | Pakistan 141-7 (20)         | – | Simbabwe 136-7 (20) |
|                         |        | Pakistan gewinnt mit 5 Runs |   |                     |

## Statistiken
Die folgenden Cricketstatistiken wurden bei dieser Tour erzielt.
| Test            | Test       | Test    | Test    | Test    | Test    | Test    | Test    | Test    |
| Batting         | Batting    | Batting | Batting | Batting | Batting | Batting | Batting | Batting |
| Spieler         | Mannschaft | Spiele  | Innings | Runs    | Average | HS      | 100s    | 50s     |
| --------------- | ---------- | ------- | ------- | ------- | ------- | ------- | ------- | ------- |
| Tino Mawoyo     | Simbabwe   | 1       | 2       | 175     | 175,00  | 163*    | 1       | 0       |
| Mohammad Hafeez | Pakistan   | 1       | 2       | 157     | 78,50   | 119     | 1       | 0       |
| Tatenda Taibu   | Simbabwe   | 1       | 2       | 102     | 51,00   | 58      | 0       | 1       |
| Younis Khan     | Pakistan   | 1       | 2       | 102     | 102,00  | 88      | 0       | 1       |
| Azhar Ali       | Pakistan   | 1       | 2       | 97      | 48,50   | 75      | 0       | 1       |
| Bowling         |            |         |         |         |         |         |         |         |
| Spieler         | Mannschaft | Spiele  | Overs   | Wickets | Average | BBI     | 5W      | 10W     |
| Aizaz Cheema    | Pakistan   | 1       | 40.1    | 8       | 12,87   | 4/24    | 0       | 0       |
| Saeed Ajmal     | Pakistan   | 1       | 76      | 6       | 32,66   | 4/143   | 0       | 0       |
| Mohammad Hafeez | Pakistan   | 1       | 24      | 4       | 15,25   | 4/31    | 0       | 0       |
| Ray Price       | Simbabwe   | 1       | 60.5    | 4       | 26,00   | 2/35    | 0       | 0       |
| Greg Lamb       | Simbabwe   | 1       | 32      | 3       | 47,00   | 3/120   | 0       | 0       |

| ODIs             | ODIs       | ODIs    | ODIs    | ODIs    | ODIs    | ODIs    | ODIs    | ODIs    |
| Batting          | Batting    | Batting | Batting | Batting | Batting | Batting | Batting | Batting |
| Spieler          | Mannschaft | Spiele  | Innings | Runs    | Average | HS      | 100s    | 50s     |
| ---------------- | ---------- | ------- | ------- | ------- | ------- | ------- | ------- | ------- |
| Mohammad Hafeez  | Pakistan   | 3       | 3       | 188     | 94,00   | 139*    | 1       | 0       |
| Younis Khan      | Pakistan   | 3       | 2       | 159     | 79,50   | 81      | 0       | 2       |
| Vusi Sibanda     | Simbabwe   | 3       | 3       | 146     | 48,66   | 73      | 0       | 2       |
| Brendan Taylor   | Simbabwe   | 3       | 3       | 140     | 46,66   | 84      | 0       | 2       |
| Imran Farhat     | Pakistan   | 3       | 3       | 112     | 56,00   | 75*     | 0       | 1       |
| Bowling          |            |         |         |         |         |         |         |         |
| Spieler          | Mannschaft | Spiele  | Overs   | Wickets | Average | BBI     | 5W      | 10W     |
| Aizaz Cheema     | Pakistan   | 3       | 30      | 8       | 17,00   | 4/43    | 0       | 0       |
| Elton Chigumbura | Simbabwe   | 3       | 23      | 3       | 32,00   | 2/36    | 0       | 0       |
| Ray Price        | Simbabwe   | 3       | 29      | 3       | 42,33   | 2/39    | 0       | 0       |
| Sohail Tanvir    | Pakistan   | 3       | 28      | 3       | 44,66   | 2/33    | 0       | 0       |
| Yasir Shah       | Pakistan   | 1       | 10      | 2       | 25,50   | 2/51    | 0       | 0       |
| Chris Mpofu      | Simbabwe   | 2       | 18.1    | 2       | 53,00   | 2/54    | 0       | 0       |
| Mohammad Hafeez  | Pakistan   | 3       | 29      | 2       | 59,00   | 1/37    | 0       | 0       |

| Twenty20s        | Twenty20s  | Twenty20s | Twenty20s | Twenty20s | Twenty20s | Twenty20s | Twenty20s | Twenty20s |
| Batting          | Batting    | Batting   | Batting   | Batting   | Batting   | Batting   | Batting   | Batting   |
| Spieler          | Mannschaft | Spiele    | Innings   | Runs      | Average   | HS        | 100s      | 50s       |
| ---------------- | ---------- | --------- | --------- | --------- | --------- | --------- | --------- | --------- |
| Mohammad Hafeez  | Pakistan   | 2         | 2         | 122       | 61,00     | 71        | 0         | 2         |
| Umar Akmal       | Pakistan   | 2         | 2         | 50        | 50,00     | 28        | 0         | 0         |
| Asad Shafiq      | Pakistan   | 2         | 2         | 47        | 23,50     | 38        | 0         | 0         |
| Tatenda Taibu    | Simbabwe   | 2         | 2         | 43        | 43,00     | 37*       | 0         | 0         |
| Charles Coventry | Simbabwe   | 2         | 2         | 39        | 19,50     | 30        | 0         | 0         |
| Bowling          |            |           |           |           |           |           |           |           |
| Spieler          | Mannschaft | Spiele    | Overs     | Wickets   | Average   | BBI       | 5W        | 10W       |
| Mohammad Hafeez  | Pakistan   | 2         | 5.2       | 7         | 3,00      | 4/10      | 0         | 0         |
| Kyle Jarvis      | Simbabwe   | 2         | 8         | 4         | 11,25     | 3/15      | 0         | 0         |
| Junaid Khan      | Pakistan   | 1         | 4         | 2         | 11,50     | 2/23      | 0         | 0         |
| Saeed Ajmal      | Pakistan   | 2         | 6         | 2         | 15,50     | 1/10      | 0         | 0         |
| Sohail Khan      | Pakistan   | 2         | 6         | 2         | 22,00     | 2/13      | 0         | 0         |
| Chamu Chibhabha  | Simbabwe   | 2         | 7         | 2         | 27,50     | 1/17      | 0         | 0         |
| Sohail Tanvir    | Pakistan   | 2         | 7         | 2         | 30,00     | 1/24      | 0         | 0         |
| Ray Price        | Simbabwe   | 2         | 8         | 2         | 31,00     | 1/27      | 0         | 0         |

## Player of the Series
Als Player of the Series wurden die folgenden Spieler ausgezeichnet.
| Serie | Player of the Series |
| ----- | -------------------- |
| ODI   | Younis Khan          |

### Player of the Match
Als Player of the Match wurden die folgenden Spieler ausgezeichnet.
| Spiel   | Player of the Match |
| ------- | ------------------- |
| 1. Test | Mohammad Hafeez     |
| 1. ODI  | Younis Khan         |
| 2. ODI  | Mohammad Hafeez     |
| 3. ODI  | Aizaz Cheema        |
| 1. T20  | Mohammad Hafeez     |
| 2. T20  | Mohammad Hafeez     |